# Кацура Таро
Ка́цура Таро́ (яп. 桂太郎, かつらたろう; 4 січня 1848 — 10 жовтня 1913) — японський політичний і державний діяч, військовик, фінансист, дипломат. Генерал Імперської армії, учасник громадянської (1868—1869) і японсько-китайської (1894—1895) воєн. Прем'єр-міністр Японії (2 червня 1901 — 7 січня 1906, 14 червня 1908 — 30 серпня 1911, 21 грудня 1912 — 20 лютого 1913). Генерал губернатор Тайваню (1896), міністр армії (1898—1900), міністр внутрішніх справ (1903—1904), міністр культури (1905—1906), міністр фінансів (1908—1911), міністр закордонних справ (1912—1913), міністр печатки (1912). Перший ректор університету Такусьоку (1900—1912). Доклав зусиль для перемоги Японії над Російською імперією в 1905 році. Герцог, ґенро. Інше ім'я — Кацура Кійодзумі (яп. 桂清澄, かつらきよずみ).

## Біографія

### Військовик
Кацура Таро народився в 1847 року в містечку Хаґі автономного уділу Тьосю-хан, в стародавній самурайській родині Кацура. Під час реставрації Мейджі 1868 року і громадянської війни 1868 — 1869 років він виступив на боці нового Імператорського уряду.
1869 року Таро поступив до Мовознавчої школи в Йокоґамі й у вересні 1870 року виїхав на трирічне навчання до Пруссії. 1874 року, повернувшись на батьківщину, він отримав звання капітана армії, а згодом був підвищений до майора і призначений до Відділу генерального штабу Міністерства армії.
Протягом березня 1875 — липня 1878 року Таро працював воєнним аташе при японському посольстві у Німецькій імперії. Після повернення він отримав звання підполковника і посаду в Генеральному штабі армії. Впродовж одного року, починаючи з січня 1884 року, Таро супроводжував міністра армії Ояму Івао під час поїздки по Європі для вивчення військової організації європейських країн. Водночас, разом із Кавакамі Сороку, він допомагав Ямаґаті Арітомо модернізувати японське військо на німецький лад і реформував систему управління японської армії.
1885 року Таро підвищили до генерал-полковника і призначили головою Відділу загальних справ Міністерства армії. Наступного року він зайняв пост заступника міністра. В червні 1890 року Таро став генерал-лейтенантом і прийняв командування 3-ю армійською дивізією. Під час японсько-китайської війни 1894 — 1895 років він брав участь у важких боях при Хайчені і в серенпі 1895 року отримав за бойові заслуги титул віконта.
В червні 1896 року Таро призначили генерал-губернатором Тайваня. Він перебував на цій посаді протягом 4 місяців і розробив план просування японських інтересів у Південно-Східній Азії. З січня 1898 року по червень 1901 року Таро працював міністром армії в кабінетах Іто Хіробумі, Окуми Сіґенобу й Ямаґати Арітомо. У вересні 1898 року його нагородили званням генерала.

### Прем'єр

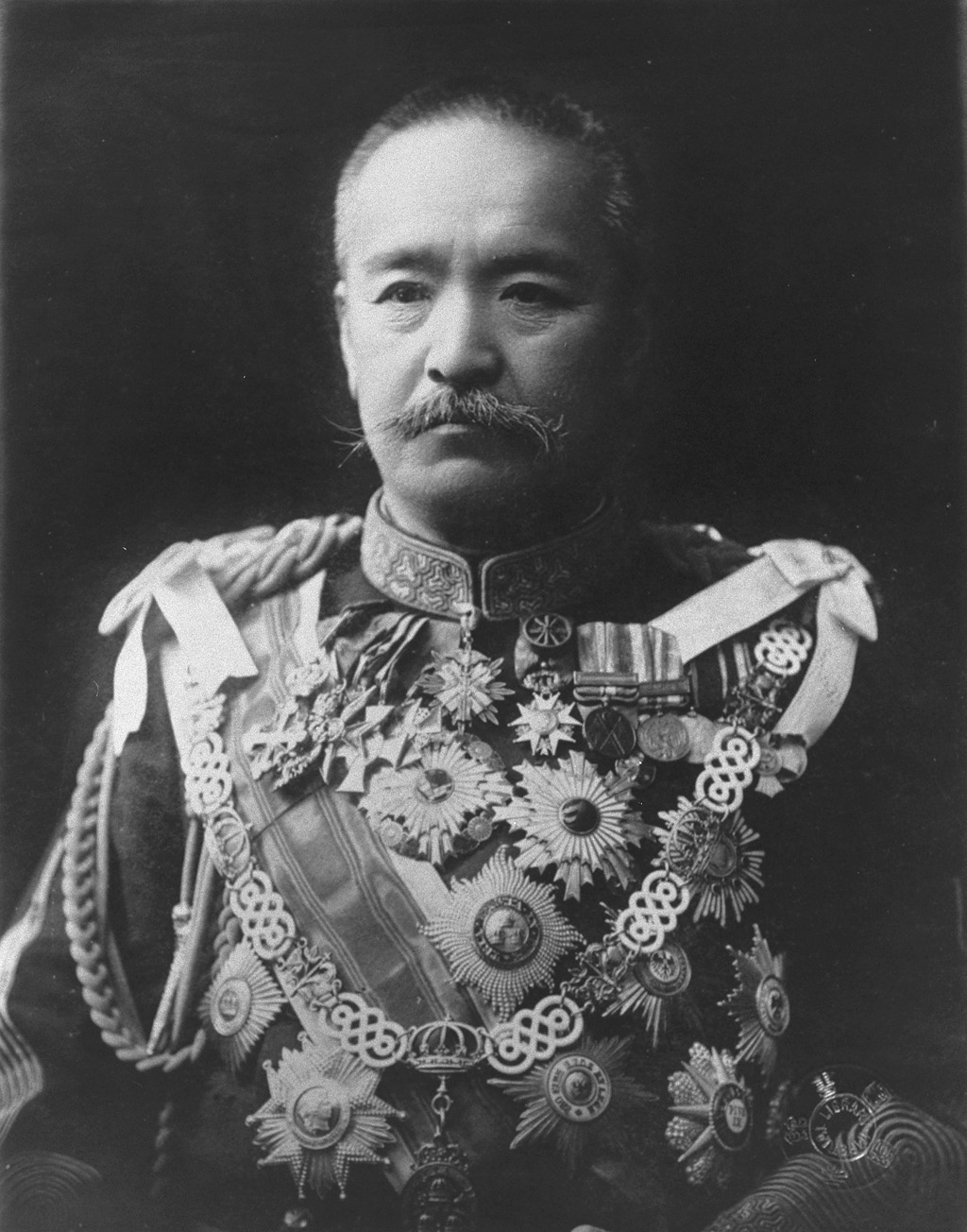
Кацура Таро в похилому віці

В червні 1901 року Таро посів крісло прем'єр-міністра Японії і сформував свій перший кабінет міністрів. Відтоді він позмінно керував країною в парі з Сай'ондзі Кіммоті. Доба прем'єрства цих двох політиків отримала назву «період Кацури-Сай'ондзі».
Таро довго перебував на посту керманича країни завдяки вмінню обходитися зі своїми земляками-можновладцями: ґенро Іто, Ямаґатою і Іноуе Каору. Він володів мистецтвом показної привітності і загравав із проурядовою політичною партією Товариством друзів конституційного уряду. В лютому 1902 року Таро отримав титул барона за укладання японсько-британського союзу, у вересні 1907 року — титул графа за перемогу в японсько-російській війні, а в квітні 1911 року — титул герцога за анексію Кореї. Його бажання влади і кар'єрний рост контрастували із невибагливістю та строгістю Сай'ондзі Кіммоті. Діставшись до вершини соціальної ієрархії Японської імперії, Таро вступив у конфлікти з учорашніми союзниками і покровителями, зокрема із Ямаґатою Арітомо. Через таку раптову зміну він отримав від Імператора Мейджі прізвисько «Кацура-перевертень».
В червні 1912 року Таро виїхав до Європи. Прибувши до Москви він мусив терміново повернутися на батьківщину через загострення хвороби літнього Імператора. В серпні того ж року Таро ненадовго став міністром печатки, а через чотири місці знову очолив уряд після відставки другого кабінету Сай'ондзі. Проте вже в лютому 1913 року він мусив скласти з себе повноваження через неспроможність протистояти демократичному руху на підтримку Конституції.
10 жовтня 1913 Кацура Таро помер від раку шлунку в Токіо. Через конфліктність покійного урядовці відмовилися проводити для нього урочисті похорони за державний рахунок. Проте декілька тисяч простих громадян прийшли на поховальну церемонію з власної волі, аби віддати останню шану державному діячу, який переміг Російську імперію і в півтора рази розширив кордони японської держави. За заповітом Таро, його поховали на території синтоїстського святилища Сьоїн, мавзолеї Йосіди Сьоїна.